# Metatiron bellairsi
Metatiron bellairsi är en kräftdjursart som först beskrevs av Just 1981.  Metatiron bellairsi ingår i släktet Metatiron och familjen Synopiidae. Inga underarter finns listade i Catalogue of Life.